# Callulops robustus
Callulops robustus és una espècie de granota que viu a Indonèsia i Papua Nova Guinea.